# Makoto Kawanishi
Makoto Kawanishi (japanisch 河西 真 Kawanishi Makoto; * 21. Juni 1996 in Yokosuka) ist ein japanischer Fußballspieler.

## Karriere
Kawanishi erlernte das Fußballspielen in den Jugendmannschaften des Konan Minami SSC und des Kumagaya SC, in der Schulmannschaft der Maebashi Ikuei High School, sowie in der Universitätsmannschaft der Sanno Institute of Management. Seinen ersten Vertrag unterschrieb er 2019 beim Fukushima United FC. Der Verein aus Fukushima spielte in der dritten japanischen Liga, der J3 League. Nach insgesamt 89 Ligaspielen wechselte er im Januar 2024 zum Viertligisten ReinMeer Aomori FC.